# IV liga polska w piłce nożnej (grupa Krosno-Przemyśl-Rzeszów 1998–2000)
Krośnieńsko-przemysko-rzeszowska grupa IV ligi – była jedną z 16 grup IV ligi piłki nożnej (w latach 1998-2000), które były rozgrywkami czwartego poziomu ligowego piłki nożnej mężczyzn w Polsce.
Grupa ta powstała w 1998 roku na skutek reorganizacji rozgrywek. Rozgrywki w tej grupie trwały dwa sezony i w 2000 roku zostały zastąpione przez IV ligę, grupę podkarpacką. Występowało w niej 18 drużyn z województw: krośnieńskiego, przemyskiego i rzeszowskiego. Za rozgrywki toczące się w tej grupie odpowiedzialny był Rzeszowski Okręgowy Związek Piłki Nożnej z siedzibą w Rzeszowie.

## Mistrzowie ligi
| Sezon                        | Poziom | Mistrz       | Wicemistrz        | 3. miejsce                |
| awans do III ligi, grupy IV: |        |              |                   |                           |
| 1998/99                      | IV     | Stal Rzeszów | Unia Nowa Sarzyna | JKS Jarosław              |
| 1999/00                      | IV     | Resovia      | Strug Tyczyn1     | Kolbuszowianka Kolbuszowa |

Objaśnienia:
1. W sezonie 1999/00 Strug Tyczyn nie awansował do III ligi po przegranych barażach.

## Sezon 1999/2000

### Drużyny
W IV lidze występowało 19 drużyn.
- Drużyny występujące w IV lidze 1998/1999:
  - Unia Nowa Sarzyna
  - JKS 1909 Jarosław (przed startem rozgrywek JKS Jarosław zmienił nazwę na JKS 1909 Jarosław)
  - Kamax Kańczuga
  - Resovia
  - Kolbuszowianka Kolbuszowa
  - Strug Tyczyn
  - TG Sokół Sokołów Małopolski
  - Błękitni Ropczyce
  - Piast Nowa Wieś
  - Izolator Boguchwała
  - Dynovia Dynów
  - Orzeł Przeworsk
  - Rafineria Jasło
  - Rzemieślnik Pilzno (drużyna, która została przeniesiona z IV ligi grupy krakowsko-nowosądecko-tarnowskiej, dlatego w lidze w tym sezonie grało 19 drużyn)
- Drużyny, które spadły z III ligi (grupa IV) 1998/1999:
  - Karpaty Krosno
  - Czuwaj Przemyśl
- Drużyny, które awansowały z Klasy okręgowej 1998/1999:
- z Klasy okręgowej grupy krośnieńskiej:
  - Brzozovia Brzozów
- z Klasy okręgowej grupy rzeszowskiej:
  - Stal Mielec
- z Klasy okręgowej grupy przemyskiej:
  - Syrenka/Czarni Roźwienica (przed startem rozgrywek Syrenka Roźwienica połączyła się z Czarnymi Pawłosiów)

### Tabela
| Poz. | Klub                        | M  | Pkt. | Mecze | Mecze | Mecze | Bramki | Bramki |
| Poz. | Klub                        | M  | Pkt. | zwy.  | rem.  | por.  | zdob.  | stra.  |
| ---- | --------------------------- | -- | ---- | ----- | ----- | ----- | ------ | ------ |
| 1    | Resovia                     | 36 | 78   | 24    | 6     | 6     | 75     | 23     |
| 2    | Strug Tyczyn                | 36 | 73   | 22    | 7     | 7     | 73     | 39     |
| 3    | Kolbuszowianka Kolbuszowa   | 36 | 67   | 20    | 7     | 9     | 67     | 37     |
| 4    | Rzemieślnik Pilzno          | 36 | 66   | 19    | 9     | 8     | 50     | 37     |
| 5    | Unia Nowa Sarzyna           | 36 | 65   | 18    | 11    | 7     | 62     | 36     |
| 6    | JKS 1909 Jarosław           | 36 | 59   | 18    | 5     | 13    | 62     | 42     |
| 7    | Izolator Boguchwała         | 36 | 57   | 17    | 6     | 13    | 70     | 55     |
| 8    | Kamax Kańczuga              | 36 | 56   | 17    | 5     | 14    | 60     | 46     |
| 9    | Rafineria Jasło             | 36 | 56   | 16    | 8     | 12    | 50     | 49     |
| 10   | Błękitni Ropczyce           | 36 | 54   | 15    | 9     | 12    | 62     | 47     |
| 11   | TG Sokół Sokołów Małopolski | 36 | 49   | 13    | 10    | 13    | 53     | 52     |
| 12   | Stal Mielec                 | 36 | 48   | 14    | 6     | 16    | 53     | 63     |
| 13   | Syrenka/Czarni Roźwienica   | 36 | 43   | 12    | 7     | 17    | 41     | 59     |
| 14   | Dynovia Dynów               | 36 | 39   | 10    | 9     | 17    | 50     | 66     |
| 15   | Orzeł Przeworsk             | 36 | 34   | 9     | 7     | 20    | 48     | 61     |
| 16   | Karpaty Krosno              | 36 | 32   | 8     | 8     | 20    | 26     | 67     |
| 17   | Czuwaj Przemyśl             | 36 | 30   | 8     | 6     | 22    | 35     | 81     |
| 18   | Piast Nowa Wieś             | 36 | 29   | 9     | 2     | 25    | 39     | 77     |
| 19   | Brzozovia Brzozów           | 36 | 27   | 9     | 0     | 27    | 30     | 69     |

| Legenda:                   |
| awans do III ligi          |
| baraże o awans do III ligi |
| spadek do klasy okręgowej  |

- źródło:  oraz prasa regionalna.

- Resovia awansowała do III ligi, grupy IV.
- Strug Tyczyn przegrał swoje mecze barażowe i pozostał w IV lidze.
- Po zakończeniu sezonu Strug Tyczyn, Kolbuszowianka Kolbuszowa, Rzemieślnik Pilzno, Unia Nowa Sarzyna, JKS 1909 Jarosław, Izolator Boguchwała, Kamax Kańczuga, Rafineria Jasło, Błękitni Ropczyce, TG Sokół Sokołów Małopolski, Stal Mielec, Syrenka/Czarni Roźwienica i Dynovia Dynów zostały przeniesione do IV ligi podkarpackiej.

## Sezon 1998/1999

### Drużyny
W IV lidze występowało 18 drużyn.
- Spadkowicze z III ligi (grupa VII) 1997/1998:
  - Kamax Kańczuga
  - Stal Rzeszów (dwaj spadkowicze z III ligi Stal Rzeszów i Zelmer Rzeszów połączyły się przed startem rozgrywek)
  - Kolbuszowianka Kolbuszowa
  - Izolator Boguchwała
  - JKS Jarosław
- Utrzymały się z Klasy międzyokręgowej grupy Krosno-Przemyśl-Rzeszów:
  - Unia Nowa Sarzyna
  - Resovia
  - Błękitni Ropczyce
  - Strug Tyczyn
  - TG Sokół Sokołów Małopolski (przed startem rozgrywek Sokołowianka Sokołów Małopolski zmieniła nazwę na TG Sokół Sokołów Małopolski)
  - Rafineria Jasło
  - Dynovia Dynów
  - Orzeł Przeworsk
  - Czarni Jasło
  - MKS Radymno (pozostał w lidze dzięki połączeniu się Stali Rzeszów  z Zelmerem Rzeszów)
- Drużyny, które awansowały z Klasy okręgowej 1997/1998:
- z Klasy okręgowej grupy krośnieńskiej:
  - Bieszczady Ustrzyki Dolne
- z Klasy okręgowej grupy rzeszowskiej:
  - Piast Nowa Wieś
- z Klasy okręgowej grupy przemyskiej:
  - Czarni Pawłosiów

### Tabela
| Poz. | Klub                        | M  | Pkt. | Mecze | Mecze | Mecze | Bramki | Bramki |
| Poz. | Klub                        | M  | Pkt. | zwy.  | rem.  | por.  | zdob.  | stra.  |
| ---- | --------------------------- | -- | ---- | ----- | ----- | ----- | ------ | ------ |
| 1    | Stal Rzeszów                | 34 | 77   | 23    | 8     | 3     | 73     | 15     |
| 2    | Unia Nowa Sarzyna           | 34 | 69   | 21    | 6     | 7     | 74     | 31     |
| 3    | JKS Jarosław                | 34 | 69   | 21    | 6     | 7     | 64     | 24     |
| 4    | Kamax Kańczuga              | 34 | 67   | 20    | 7     | 7     | 58     | 32     |
| 5    | Resovia                     | 34 | 55   | 15    | 10    | 9     | 61     | 46     |
| 6    | Kolbuszowianka Kolbuszowa   | 34 | 52   | 13    | 13    | 8     | 50     | 36     |
| 7    | Strug Tyczyn                | 34 | 51   | 16    | 3     | 15    | 54     | 50     |
| 8    | TG Sokół Sokołów Małopolski | 34 | 51   | 15    | 6     | 13    | 39     | 44     |
| 9    | Błękitni Ropczyce           | 34 | 50   | 15    | 5     | 14    | 50     | 42     |
| 10   | Piast Nowa Wieś             | 34 | 50   | 14    | 8     | 12    | 45     | 43     |
| 11   | Izolator Boguchwała         | 34 | 47   | 12    | 11    | 11    | 48     | 47     |
| 12   | Dynovia Dynów               | 34 | 41   | 9     | 14    | 11    | 36     | 43     |
| 13   | Orzeł Przeworsk             | 34 | 39   | 9     | 12    | 13    | 34     | 41     |
| 14   | Rafineria Jasło             | 34 | 37   | 10    | 7     | 17    | 42     | 57     |
| 15   | Czarni Jasło                | 34 | 34   | 9     | 7     | 18    | 29     | 59     |
| 16   | Czarni Pawłosiów            | 34 | 27   | 7     | 9     | 21    | 35     | 79     |
| 17   | Bieszczady Ustrzyki Dolne   | 34 | 16   | 3     | 7     | 24    | 23     | 67     |
| 18   | MKS Radymno                 | 34 | 15   | 3     | 6     | 25    | 26     | 85     |

| Legenda:                  |
| awans do III ligi         |
| spadek do klasy okręgowej |

- źródło:  oraz prasa regionalna.

- Po rundzie jesiennej Nafta Jasło zmieniła nazwę na Rafineria Jasło.
- Stal Rzeszów awansowała do III ligi, grupy IV.
- Czarni Jasło, Czarni Pawłosiów, Bieszczady Ustrzyki Dolne i MKS Radymno spadły do klasy okręgowej.